# 糯米椴
糯米椴（学名：Tilia henryana var. subglabra）为椴树科椴树属下的一个变种。

## 扩展阅读
- 維基物種上的相關：糯米椴